# Halostagnicola
A Halostagnicola a Halobacteriaceae családba tartozó Archaea nem. Az archeák – ősbaktériumok – egysejtű, sejtmag nélküli prokarióta szervezetek. Nem motilis, Gram-negatív, aerob, pálcika alakú élőlények.